# Antonio de Torres Jurado

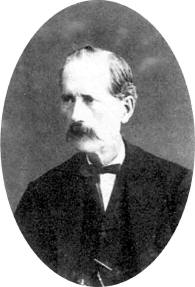
Antonio de Torres Jurado

Antonio de Torres Jurado (Almeria, 13 de juny de 1817 - Almeria, 19 de novembre de 1892), conegut pels guitarristes com Torres, fou un guitarrer considerat el pare de la guitarra clàssica moderna, comparable amb Antonio Stradivari respecte al violí. Va néixer al barri de La Cañada de San Urbano i morí a la mateixa ciutat d'Almeria.

## Biografia

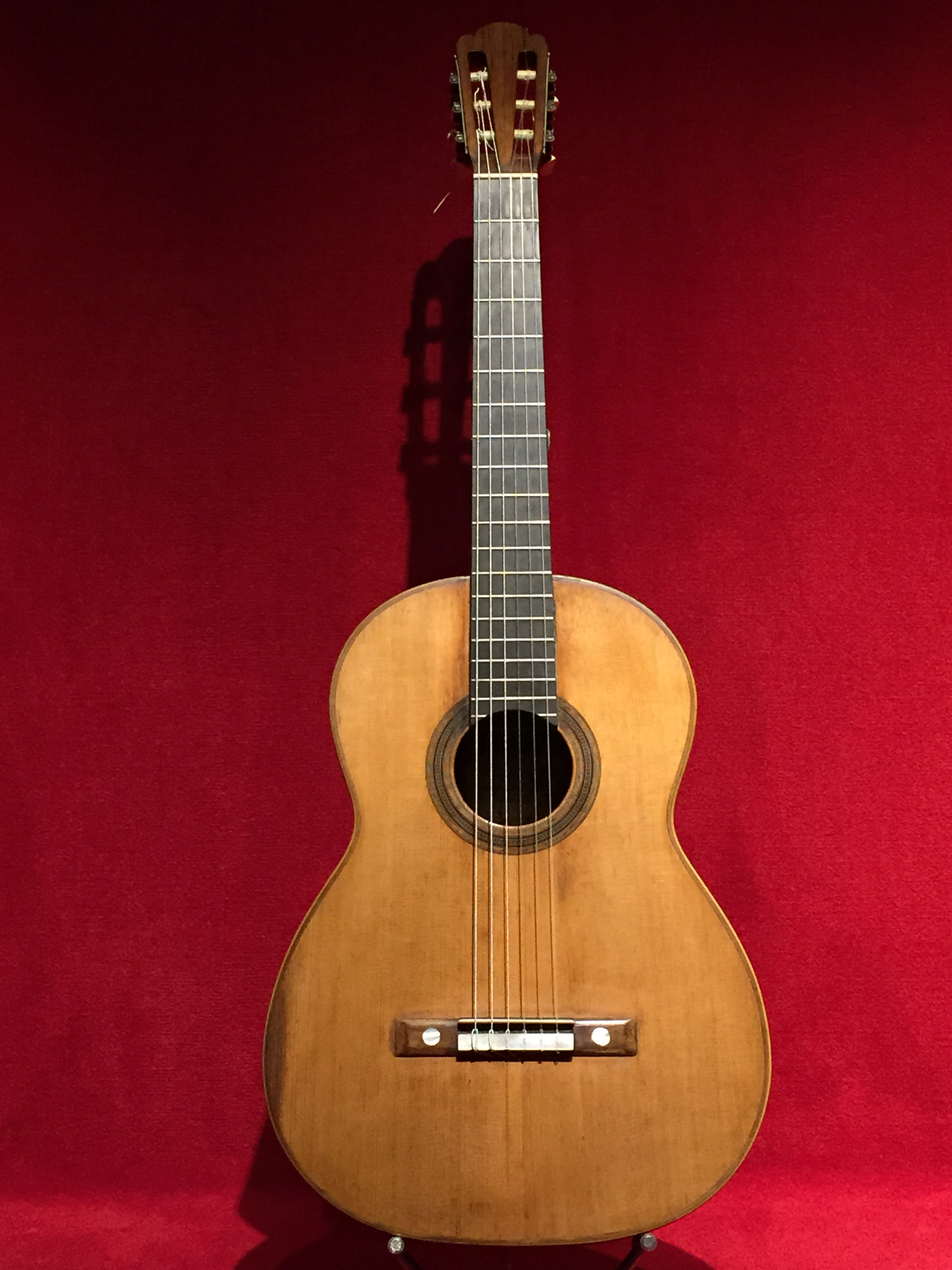
Guitarra d'Antonio de Torres, 1859, MDMB 626, al Museu de la Música de Barcelona

El pare d'Antonio de Torres, Juan Ramón de Torres García, va ser cobrador d'impostos del districte d'Almeria. Sobre la mare de Torres, María del Carmen Jurado, no es coneixen dades. En l'època en què nasqué Torres, La Cañada era una comuna rural, com una població de prop d'un centenar de famílies, principalment pagesos i pastors. Hi ha poques dades sobre aquesta època de Torres a La Cañada, només se sap que als 12 anys va començar d'aprenent de fuster. En començar les Guerres Carlines l'any 1833, fou cridat a l'exèrcit. Segons les cartes del seu pare, Antonio es va alliberar del servei militar l'11 de setembre de 1834 perquè va adduir que patia dolor crònic d'estómac. Curiosament, a la fitxa de Torres diu que se l'alliberava degut a dolors al pit.
Va ser aprenent de fuster i artesà a la localitat almerienca de Vera, on es va casar el 1835 amb la noia de 13 anys Juana María López de Haro, probablement en un matrimoni arreglat. De tres fills, només en va sobreviure una filla, i la mare va morir de tubercolosi l'any 1845. Foren anys de problemes i de deutes. Una hipòtesi sosté que el 1842 va anar a aprendre de guitarrer a Granada amb José Pernas. Després va deixar a l'única filla amb els sogres i va decidir emigrar a Sevilla, on establí botiga i taller juntament amb Manuel Soto y Solares al carrer Cerrajería número 7 i després el número 32.
Més enllà de les probables proves dels anys 1840, les primeres guitarres Torres daten de cap a 1852, quan ja tenia trenta-cinc anys. A Sevilla va conèixer el famós guitarrista Julián Arcas, qui el va animar a fer guitarres i el va assessorar en la construcció. Aquests anys va desenvolupar el coneixement de la importància de la taula harmònica en el so de l'instrument. Per augmentar-ne el volum, va fer els instruments més grans i amb taula harmònica més prima, més lleugera i arquejada en ambdues direccions gràcies a un innovador sistema de ventall. Les peces de reforç eren col·locades geomètricament, basada en dos triangles isòsceles units en la base en una forma de cometa, dins de la qual s'establien el puntals de forma simètrica. No va ser el primer a fer-ho servir, però sí qui en va perfeccionar la tècnica. Per demostrar que era la taula harmònica, i no pas el fons i les riscles de la guitarra allò que dotaven l'instrument del seu so, el 1862 va construir una guitarra amb la part posterior i els costats de paper maixé o cartró (guitarra que es conserva al Museu de la Música de Barcelona, i que va ser restaurada abans del 200 pels germans Yagüe de Barcelona, per fer-la interpretable).
Allà es va tornar a casar, ara amb Josefa Martín Rosado, natural de Cartajima (Màlaga), amb qui va tenir quatre fills. Va tornar a Almeria el 1870, on va fer de comerciant de porcellanes i vidre, degut probablement a què la manufactura de guitarres no li proporcionava suficients guanys per mantenir la dona i els fills. El 1883 mor la segona dona. Torres va haver de reprendre la construcció de guitarres per poder mantenir les dues filles més joves, Matilde i Ana. Va morir el 1892. Alguns dels més famosos guitarristes de l'època van tocar amb guitarres Torres, com ara Francesc Tàrrega i, més tard, Miquel Llobet.
Guitarristes com Stefano Grondona o Xavier Díaz-Latorre han enregistrat discos compactes utilitzant alguns instruments originals de Torres (quatre guitarres i una bandúrria es conserven al Museu de la Música de Barcelona), obtenint resultats sorprenents, si tenim en compte el temps que aquests instruments han passat guardats en museus i col·leccions privades. El reconegut guitarrer José Luis Romanillos ha escrit una biografia d'aquest gran artesà (Romanillos Vega, JL & Harris Winspear, M. 2004. Antonio de Torres: guitarrero, su vida y obra. Instituto de Estudios Almerienses).
L'any 2017, coincidint amb el bicentenari del seu naixement, el guitarrer Joan Pellisa va dedicar-li un espai radiofònic a Catalunya Música, on cada mes comentava diferents aspectes de la seva biografia, i també es fixava en alguns dels seus instruments més destacats.

## Guitarres
Les guitarres de Torres es poden dividir en dos períodes: el primer, el de la feina desenvolupada a Sevilla entre els anys 1851 i 1870; el segon, el de la feina desenvolupada a Almeria entre els anys 1871 i 1893. Les guitarres de Torres eren de qualitat clarament superior a les dels seus contemporanis, ja que canvià la manera de construir guitarres a Espanya i, més endavant, el seu model s'expandí arreu del món. Tot i que no tenen un so prou fort per als estàndards moderns, gaudeixen d'un so molt clar, equilibrat i rodó que es projecta molt bé. La seva manera de construir fou àmpliament copiada i imitada. Torres mai signava les guitarres, de manera que poden existir moltes guitarres falses fetes per grans lutiers i atribuïdes a Torres.
Si bé el patró general de la guitarra clàssica actual deriva del model de Torres, hi ha algunes diferències entre uns i altres. Totes les guitarres de Torres tenien caixes de ressonància d'avet europeu (Picea Abies), i ara amb freqüència es fa servir també cedre vermell occidental (Thuja plicata). Altres guitarrers han seguit desenvolupant l'arriostrament de la caixa de ressonància, però molts segueixen utilitzant algunes adaptacions del ventall de travada del que Torres fou pioner. Les guitarres de Torres s'encorden amb triples de budell i baixos de fils de seda, embolicats amb plata. Des de la dècada de 1950 gairebé totes les guitarres clàssiques s'han encordat amb niló. Els clavillers de les guitarres de Torres sovint es disposen amb les clavilles tradicionals de fricció de banús, similars a les d'altres instruments de corda. Els seus instruments posteriorment van ser equipats amb afinadors mecànics, que són universals en les guitarres clàssiques d'avui dia.

## Inventari de guitarres
Aquesta és una llista incompleta de guitarres fetes per Antonio de Torres:
- FE 09 (1859) - va pertànyer a Miquel Llobet, ara al fons del Museu de la Música de Barcelona
- Núm. de sèrie desconegut (1862) - va pertànyer a Miquel Llobet, ara al fons del Museu de la Música de Barcelona
- SE 126 (1889) - donació de l'any 2014 al Museu de la Música de Barcelona
- SE 49 (1883) - va pertànyer a Francesc d'Assís Tàrrega i Eixea
- Núm. de sèrie desconegut (1856) - The Romeros tenen 5 guitarres de Torres, actualment la col·lecció privada més gran del món. Pepe Romero té 3 Torres (incloent-ne una de l'any 1856 Torres); Celin Romero i Angel Romero en tenen una cadascun.
- SE 52 (1883)- va pertànyer a Angel Romero.
- SE 70 La Invencible (1884) - Col·lecció de Flamencoguitarsforsale.net, Vacarisses.
- SE 107 (1887) - actualment pertany a Stefano Grondona.
- FE 04 La Leona (1856) - va pertànyer a Erhard Hannen i ara a Wulfin Lieske. vídeo Arxivat 2007-09-28 a Wayback Machine.
- FE 17 (1864) - inicialment feta per a ús personal del mateix Torres, fou comprada per Francesc d'Assís Tàrrega i Eixea a Sevilla, el 1869 . El fons i els riscles estan fets d'auró. Fou venuda per Vicente Tàrrega (germà de Francesc Tàrrega) a Domingo Prat el 1917.
- FE 18 (1864) (ref), actualment pertany a James Westbrook, www.theguitarmuseum.com
- SE 114 (1888) - va pertànyer a Francesc Tàrrega, actualment es troba a la col·lecció de Sheldon Urlik
- SE 116 La Itálica (1888) - va pertànyer al lutier de Barcelona Enrique Coll (deixeble de Simplicio i mentor de Fleta)
- FE 28 (1868) - Col·lecció de Marcos Villanueva
- Almería, 1864 - Col·lecció de Félix Manzanero Arxivat 2016-03-03 a Wayback Machine.
- Sevilla, 1862 - Col·lecció José Luis Postigo Arxivat 2010-04-20 a Wayback Machine.
- In the Museum Museum Cité de la Musique in Paris
Instruments et oeuvres d'art - search-phrase: Facteur, auteur ou sujet : Torres
  - Almeria, 1885 Arxivat 2011-07-17 a Wayback Machine. (Torres 11-string model)
  - Sevilla, 1882 Arxivat 2011-07-17 a Wayback Machine.
  - Almeria, 1852 Arxivat 2011-07-18 at Wikiwix
  - Almeria, 1883 Arxivat 2011-01-12 a Wayback Machine.
  - Almeria, 1875 Arxivat 2011-07-17 a Wayback Machine. (actualment conservada al Musée du Palais Lascaris de Niça)
- Al Museu de la Música Arxivat 2013-01-01 at Archive.is in Barcelona
Online catalog Arxivat 2013-01-01 at Archive.is - Busca per Antonio de Torres